# Anwärter
Anwärter is een Duitse titel, die vertaald betekent „kandidaat”. In het hedendaagse Duitsland, wordt de titel Anwärter meestal gebruikt om een werkzoekende mee aan te duiden.
Het is ook een titel voor leden van de Bundeswehr, die mogelijk voor een leidinggevende functie voorgedragen gaan worden.
Gedurende het Derde Rijk, waren Anwärter/SS-Anwärter, meestal een paramilitaire rang bij de NSAP en de SS. Binnen de nazi-partij, was het een persoon die voor een overheidspositie aangenomen was, de rang werd meestal verstrekt in twee gradaties: een voor partij-leden en een andere voor de niet partij-leden. Anwärter was de laagste rang in het uitgebreide en complexe systeem van de nazi-partij met politieke rangen, dat opliep tot een rang als Gauleiter (Gouwleider) en Reichsleiter (Rijksleider).
Als een SS-rang, was een SS-Anwärter een aspirant-kandidaat die voorgedragen werd voor een lidmaatschap van de SS, en daarvoor een proefperiode moest ondergaan. Gedurende dat jaar, werd een potentieel SS-kandidaat gedrild en geïndoctrineerd in rassenleer, politieke leer en er werd een antecedentenonderzoek gedaan.  Werd deze periode met succes doorlopen, dan volgde een benoeming binnen de SS en de bijhorende rang van SS-Mann.
De eerste registratie van een Anwärter, dateert uit 1932, de rang werd destijds gebruikt als titel. Op 15 oktober 1934 werd rang van een Anwärter officieel ingevoerd in de Allgemeine-SS. Na 1941, werd Anwärter ook gebruikt als rang in de Waffen-SS, maar met een mindere status als in de Algemene-SS.
Een Waffen-SS Anwärter was meestal een rekruut, die al opgenomen was in de SS (meestal door rekruteringsbureau), maar nog geen basistraining had gekregen. Als de basistraining was begonnen, werd de Anwärter informeel bevorderd tot de rang van SS-Schütze.
Tussen 1942 en 1945, bestond er ook een lagere rang dan Anwärter in de SS, namelijk SS-Bewerber. De SS was de enige nazi paramilitaire groepering met een rang lager dan Anwärter. De SS-rang van Anwärter had geen rangonderscheidingstekens, die van de nazi-partij toonde een rang door middel van een kale kraagspiegel met een adelaar en hakenkruis, deze was bedoeld voor Anwärter die al partij lid waren.

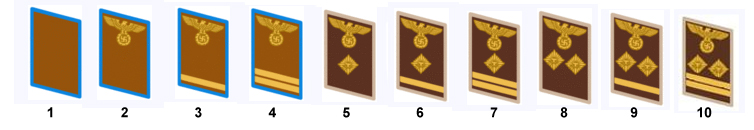
1: Anwärter (geen partijlid),2: Anwärter, 3: Helfer, 4: Oberhelfer, 5: Arbeitsleiter, 6: Oberarbeitsleiter, 7: Hauptarbeitsleiter, 8: Bereitschaftsleiter, 9: Oberbereitschaftsleiter, 10: Hauptbereitschaftsleiter.